# Deutsche Meisterschaften im Eiskunstlauf
Die Deutschen Meisterschaften im Eiskunstlauf finden jährlich mit dem Ziel statt, die besten deutschen Eiskunstläufer in den fünf Teildisziplinen Herren, Damen, Paare, Eistanzen und Synchroneiskunstlauf zu küren. Sie werden von der Deutschen Eislauf-Union ausgerichtet.

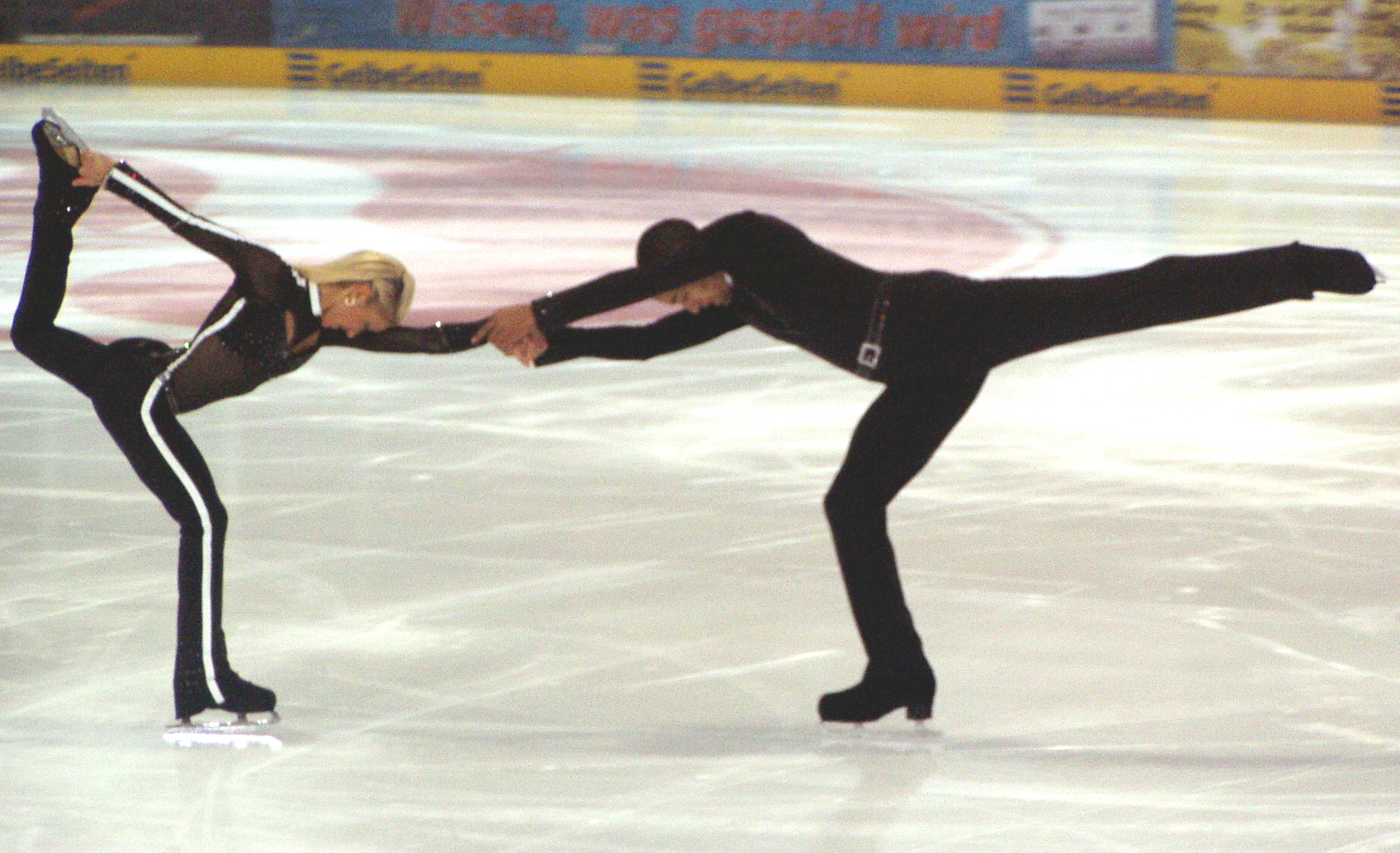
Aljona Savchenko und Robin Szolkowy bei den Deutschen Meisterschaften 2006

## Geschichte
Die ersten deutschen Meisterschaften für Herren fanden im Jahre 1891 in München statt. Die ersten Meisterschaften, an denen Paare teilnehmen durften, fanden 1907 in Altona statt, für Damen 1911 in Olmütz. Eistänzer durften erstmals 1937 in Hamburg teilnehmen. In den ersten Jahren gab es eine Meisterschaft für deutsche und österreichische Läufer im Rahmen des deutschen und österreichischen Eislaufverbandes, so kam es, dass der zweite deutsche Meister im Herreneinzellauf, Georg Zachariades, Österreicher war.
In den Jahren von 1949 bis 1990 gab es für die BRD und DDR getrennte Meisterschaften. Der Meister der Bundesrepublik wurde als Deutscher Meister betitelt, während der Gewinner der DDR den Titel des DDR-Meisters trug. Für die DDR-Meister im Eiskunstlaufen siehe DDR-Meisterschaften im Eiskunstlauf.
Wegen der COVID-19-Pandemie gab es bei den Deutschen Meisterschaften 2021 ein stark reduziertes Starterfeld. Der Berliner Landesverband sagte die Teilnahme komplett ab und einige andere Sportler waren in Quarantäne, erkrankt oder nahmen wegen des hohen Infektionsrisikos nicht teil. Bei den Sportpaaren konnte daher kein einziges Paar starten. Ursprünglich waren diese Meisterschaften in Hamburg geplant. Der Hamburger Landesverband sagte wegen der COVID-19-Pandemie die Austragung ab.

## Medaillengewinner

### Herren
| Herrenmedaillengewinner | Herrenmedaillengewinner | Herrenmedaillengewinner | Herrenmedaillengewinner   | Herrenmedaillengewinner   |
| ----------------------- | ----------------------- | ----------------------- | ------------------------- | ------------------------- |
| Jahr                    | Ort                     | Gold                    | Silber                    | Bronze                    |
| 1891                    | München                 | Anon Schmitson          | Carl Kaiser               | keine weiteren Teilnehmer |
| 1892                    | Frankfurt am Main       | Georg Zachariades       | Oscar Uhlig               | keine weiteren Teilnehmer |
| 1893                    | Hamburg                 | Georg Zachariades       | Fritz Ahrendt             | Franz Zilly               |
| 1894                    | Troppau                 | Gustav Hügel            | Georg Zachariades         | Alfred Klement            |
| 1895                    | Bonn                    | Gilbert Fuchs           | Gustav Hügel              | keine weiteren Teilnehmer |
| 1896                    | Darmstadt               | Gilbert Fuchs           | keine weiteren Teilnehmer | keine weiteren Teilnehmer |
| 1897                    | Berlin                  | Karl Zenger             | Alfred Klement            | Kurt Dannenberg           |
| 1898–1899               | keine Meisterschaften   | keine Meisterschaften   | keine Meisterschaften     | keine Meisterschaften     |
| 1900                    | Berlin                  | Wilhelm Zenger          | Fritz Otto                | keine weiteren Teilnehmer |
| 1901                    | Troppau                 | Wilhelm Zenger          | Emil Schindler            | Fritz Otto                |
| 1902                    | keine Meisterschaften   | keine Meisterschaften   | keine Meisterschaften     | keine Meisterschaften     |
| 1903                    | Leipzig                 | Ludwig Niedermeyer      | Eugen Dreyer              | keine weiteren Teilnehmer |
| 1904                    | Braunschweig            | Heinrich Burger         | H. Hofmann                | Ernst Lassahn             |
| 1905                    | Bonn                    | Karl Zenger             | Heinrich Burger           | Martin Gordan             |
| 1906                    | München                 | Heinrich Burger         | Karl Zenger               | Martin Gordan             |
| 1907                    | Altona                  | Heinrich Burger         | Eugen Dreyer              | keine weiteren Teilnehmer |
| 1908                    | keine Meisterschaften   | keine Meisterschaften   | keine Meisterschaften     | keine Meisterschaften     |
| 1909                    | München                 | Gilbert Fuchs           | Erich Gutleben            | Georg Velisch             |
| 1910                    | keine Meisterschaften   | keine Meisterschaften   | keine Meisterschaften     | keine Meisterschaften     |
| 1911                    | Hannover                | Werner Rittberger       | Alfons Zintl              | keine weiteren Teilnehmer |
| 1912                    | Berlin                  | Werner Rittberger       | Artur Vieregg             | Otto Möwius               |
| 1913                    | Berlin                  | Werner Rittberger       | Alfons Zintl              | Hugo Metzner              |
| 1914                    | Troppau                 | Hugo Metzner            | Alfons Zintl              | Willy Kaldenbach          |
| 1915–1919               | keine Meisterschaften   | keine Meisterschaften   | keine Meisterschaften     | keine Meisterschaften     |
| 1920                    | Berlin                  | Werner Rittberger       | Paul Franke               | Artur Vieregg             |
| 1921                    | Berlin                  | Werner Rittberger       | Paul Franke               | Artur Vieregg             |
| 1922                    | Rießersee               | Werner Rittberger       | Artur Vieregg             | Paul Franke               |
| 1923                    | Rießersee               | Werner Rittberger       | Paul Franke               | Artur Vieregg             |
| 1924                    | Berlin                  | Werner Rittberger       | Paul Franke               | Artur Vieregg             |
| 1925                    | Titisee                 | Werner Rittberger       | Paul Franke               | Artur Vieregg             |
| 1926                    | Berlin                  | Werner Rittberger       | Paul Franke               | Artur Vieregg             |
| 1927                    | Berlin                  | Paul Franke             | Werner Rittberger         | Herbert Haertel           |
| 1928                    | Füssen                  | Werner Rittberger       | Paul Franke               | Herbert Haertel           |
| 1929                    | Oppeln                  | Paul Franke             | Ernst Baier               | keine weiteren Teilnehmer |
| 1930                    | Breslau                 | Leopold Maier-Labergo   | Herbert Haertel           | keine weiteren Teilnehmer |
| 1931                    | Schierke                | Leopold Maier-Labergo   | Theo Laß                  | Otto Vierlinger           |
| 1932                    | Rießersee               | Leopold Maier-Labergo   | Ernst Baier               | Herbert Haertel           |
| 1933                    | Oppeln                  | Ernst Baier             | Benno Wellmann            | Karl Beuttel              |
| 1934                    | Braunlage               | Ernst Baier             | Herbert Haertel           | Theo Laß                  |
| 1935                    | Garmisch                | Ernst Baier             | Herbert Haertel           | Günther Lorenz            |
| 1936                    | Garmisch                | Ernst Baier             | Günther Lorenz            | Herbert Haertel           |
| 1937                    | Hamburg                 | Ernst Baier             | Günther Lorenz            | Horst Faber               |
| 1938                    | Köln                    | Ernst Baier             | Günther Lorenz            | Horst Faber               |
| 1939                    | Berlin                  | Horst Faber             | Edi Rada                  | Ulrich Kuhn               |
| 1940                    | Wien                    | Horst Faber             | Edi Rada                  | Hellmut May               |
| 1941                    | Essen                   | Horst Faber             | Edi Rada                  | Hellmut May               |
| 1942                    | Berlin                  | Erich Zeller            | Edi Rada                  | Ulrich Kuhn               |
| 1943                    | Wien                    | Edi Rada                | Horst Faber               | Erich Zeller              |
| 1944                    | Düsseldorf              | Horst Faber             | Edi Rada                  | Erich Zeller              |
| 1945–1946               | keine Meisterschaften   | keine Meisterschaften   | keine Meisterschaften     | keine Meisterschaften     |
| 1947                    | Garmisch                | Horst Faber             | keine weiteren Teilnehmer | keine weiteren Teilnehmer |
| 1948                    | Krefeld                 | Horst Faber             | Ulrich Kuhn               | Freimut Stein             |
| 1949                    | Garmisch-Partenkirchen  | Horst Faber             | Ulrich Kuhn               | Freimut Stein             |
| 1950                    | Krefeld                 | Horst Faber             | Ulrich Kuhn               | Hermann Braun             |
| 1951                    | Hamburg                 | Horst Faber             | Ulrich Kuhn               | keine weiteren Teilnehmer |
| 1952                    | Düsseldorf              | Freimut Stein           | Klaus Loichinger          | keine weiteren Teilnehmer |
| 1953                    | Krefeld                 | Freimut Stein           | Klaus Loichinger          | Kurt Weilert              |
| 1954                    | Berlin                  | Freimut Stein           | Werner Kronemann          | Kurt Weilert              |
| 1955                    | Krefeld                 | Tilo Gutzeit            | Manfred Schnelldorfer     | Werner Kronemann          |
| 1956                    | Köln                    | Manfred Schnelldorfer   | Tilo Gutzeit              | Hans-Jürgen Bäumler       |
| 1957                    | Berlin                  | Manfred Schnelldorfer   | Hans-Jürgen Bäumler       | Günter Tyroler            |
| 1958                    | München                 | Manfred Schnelldorfer   | Tilo Gutzeit              | Hans-Jürgen Bäumler       |
| 1959                    | Berlin                  | Manfred Schnelldorfer   | Tilo Gutzeit              | Hans-Jürgen Bäumler       |
| 1960                    | Essen                   | Manfred Schnelldorfer   | Tilo Gutzeit              | Sepp Schönmetzler         |
| 1961                    | Oberstdorf              | Manfred Schnelldorfer   | Sepp Schönmetzler         | Fritz Keszler             |
| 1962                    | Frankfurt am Main       | Sepp Schönmetzler       | Fritz Keszler             | Peter Krick               |
| 1963                    | West-Berlin             | Manfred Schnelldorfer   | Sepp Schönmetzler         | Hugo Dümmler              |
| 1964                    | Oberstdorf              | Manfred Schnelldorfer   | Hugo Dümmler              | Jürgen Eberwein           |
| 1965                    | Köln                    | Sepp Schönmetzler       | Peter Krick               | Bodo Bockenauer           |
| 1966                    | Füssen                  | Peter Krick             | Bodo Bockenauer           | Reinhard Ketterer         |
| 1967                    | West-Berlin             | Peter Krick             | Ralph Borghard            | Jürgen Eberwein           |
| 1968                    | Essen                   | Peter Krick             | Jürgen Eberwein           | Klaus Grimmelt            |
| 1969                    | Köln                    | Reinhard Ketterer       | Klaus Grimmelt            | Erich Sutor               |
| 1970                    | Oberstdorf              | Klaus Grimmelt          | Reinhard Ketterer         | Edgar Schneider           |
| 1971                    | West-Berlin             | Klaus Grimmelt          | Erich Reifschneider       | Harald Kuhn               |
| 1972                    | Bad Nauheim             | Harald Kuhn             | Erich Reifschneider       | Klaus Thiele              |
| 1973                    | Krefeld                 | Erich Reifschneider     | Harald Kuhn               | Klaus Thiele              |
| 1974                    | Augsburg                | Erich Reifschneider     | Klaus Thiele              | Gerd-Walter Gräbner       |
| 1975                    | Garmisch-Partenkirchen  | Erich Reifschneider     | Gerd-Walter Gräbner       | Klaus Thiele              |
| 1976                    | Bremerhaven             | Gerd-Walter Gräbner     | Thomas Nieder             | Kurt Kürzinger            |
| 1977                    | Garmisch-Partenkirchen  | Kurt Kürzinger          | Thomas Nieder             | Gerd-Walter Gräbner       |
| 1978                    | Dortmund                | Rudi Cerne              | Gerd-Walter Gräbner       | Thomas Nieder             |
| 1979                    | Herne                   | Norbert Schramm         | Thomas Nieder             | Heiko Fischer             |
| 1980                    | Garmisch-Partenkirchen  | Rudi Cerne              | Norbert Schramm           | Heiko Fischer             |
| 1981                    | Unna                    | Norbert Schramm         | Rudi Cerne                | Heiko Fischer             |
| 1982                    | Mannheim                | Heiko Fischer           | Rudi Cerne                | Norbert Schramm           |
| 1983                    | Oberstdorf              | Heiko Fischer           | Norbert Schramm           | Rudi Cerne                |
| 1984                    | Unna                    | Norbert Schramm         | Heiko Fischer             | Rudi Cerne                |
| 1985                    | Bremerhaven             | Heiko Fischer           | Richard Zander            | Thomas Wieser             |
| 1986                    | Mannheim                | Heiko Fischer           | Richard Zander            | Joachim Edel              |
| 1987                    | West-Berlin             | Richard Zander          | Thomas Wieser             | Oliver Dechert            |
| 1988                    | Unna                    | Heiko Fischer           | Richard Zander            | Daniel Weiss              |
| 1989                    | West-Berlin             | Richard Zander          | Daniel Weiss              | Oliver Dechert            |
| 1990                    | Oberstdorf              | Daniel Weiss            | Richard Zander            | Oliver Dechert            |
| 1991                    | Berlin                  | Daniel Weiss            | Mirko Eichhorn            | Ronny Winkler             |
| 1992                    | Unna                    | Mirko Eichhorn          | Ronny Winkler             | Daniel Weiss              |
| 1993                    | Mannheim                | Ronny Winkler           | Patrick-René Reinhardt    | Giso Bliadse              |
| 1994                    | Herne                   | Ronny Winkler           | Mirko Eichhorn            | Patrick-Rene Reinhardt    |
| 1995                    | Oberstdorf              | Andrejs Vlascenko       | Ronny Winkler             | Mirko Eichhorn            |
| 1996                    | Berlin                  | Andrejs Vlascenko       | Ronny Winkler             | Michael Hopfes            |
| 1997                    | Oberstdorf              | Andrejs Vlascenko       | Michael Hopfes            | Jens ter Laak             |
| 1998                    | Berlin                  | Sven Meyer              | Andrejs Vlascenko         | Michael Hopfes            |
| 1999                    | Oberstdorf              | Andrejs Vlascenko       | Stefan Lindemann          | Michael Hopfes            |
| 2000                    | Berlin                  | Stefan Lindemann        | Michael Hopfes            | Silvio Smalun             |
| 2001                    | Oberstdorf              | Silvio Smalun           | Andrejs Vlascenko         | Michael Hörrmann          |
| 2002                    | Berlin                  | Stefan Lindemann        | Andrejs Vlascenko         | Silvio Smalun             |
| 2003                    | Oberstdorf              | Silvio Smalun           | Stefan Lindemann          | Andrejs Vlascenko         |
| 2004                    | Berlin                  | Stefan Lindemann        | Andrejs Vlascenko         | Silvio Smalun             |
| 2005                    | Oberstdorf              | Stefan Lindemann        | Silvio Smalun             | Martin Liebers            |
| 2006                    | Berlin                  | Stefan Lindemann        | Silvio Smalun             | Martin Liebers            |
| 2007                    | Oberstdorf              | Stefan Lindemann        | Philipp Tischendorf       | Martin Liebers            |
| 2008                    | Dresden                 | Clemens Brummer         | Peter Liebers             | Martin Liebers            |
| 2009                    | Oberstdorf              | Peter Liebers           | Clemens Brummer           | Philipp Tischendorf       |
| 2010                    | Mannheim                | Stefan Lindemann        | Peter Liebers             | Daniel Dotzauer           |
| 2011                    | Oberstdorf              | Peter Liebers           | Denis Wieczorek           | Christopher Berneck       |
| 2012                    | Oberstdorf              | Peter Liebers           | Paul Fentz                | Martin Rappe              |
| 2013                    | Hamburg                 | Peter Liebers           | Franz Streubel            | Paul Fentz                |
| 2014                    | Berlin                  | Peter Liebers           | Franz Streubel            | Paul Fentz                |
| 2015                    | Stuttgart               | Franz Streubel          | Paul Fentz                | Christopher Berneck       |
| 2016                    | Essen                   | Franz Streubel          | Paul Fentz                | Niko Ulanovsky            |
| 2017                    | Berlin                  | Peter Liebers           | Paul Fentz                | Franz Streubel            |
| 2018                    | Frankfurt am Main       | Paul Fentz              | Peter Liebers             | Catalin Dimitrescu        |
| 2019                    | Stuttgart               | Paul Fentz              | Thomas Stoll              | Catalin Dimitrescu        |
| 2020                    | Oberstdorf              | Paul Fentz              | Jonathan Heß              | Thomas Stoll              |
| 2021                    | Dortmund                | Denis Gurdzhi           | Louis Weissert            | Fabian Piontek            |
| 2022                    | Neuss                   | Paul Fentz              | Kai Jagoda                | Nikita Starostin          |
| 2023                    | Oberstdorf              | Nikita Starostin        | Kai Jagoda                | Lotfi Sereir              |
| 2024                    | Berlin                  | Kai Jagoda              | Nikita Starostin          | Denis Gurdzhi             |
| 2025                    | Oberstdorf              | Nikita Starostin        | Luca Fünfer               | Kai Jagoda                |

### Damen
| Damenmedaillengewinner | Damenmedaillengewinner | Damenmedaillengewinner | Damenmedaillengewinner         | Damenmedaillengewinner         |
| ---------------------- | ---------------------- | ---------------------- | ------------------------------ | ------------------------------ |
| Jahr                   | Ort                    | Gold                   | Silber                         | Bronze                         |
| 1911                   | Olmütz                 | Elsa Rendschmidt       | Grete Strasilla                | keine weiteren Teilnehmerinnen |
| 1912                   | Berlin                 | Luise Strasilla        | Thea Frenssen                  | keine weiteren Teilnehmerinnen |
| 1913                   | Berlin                 | Thea Frenssen          | keine weiteren Teilnehmerinnen | keine weiteren Teilnehmerinnen |
| 1914                   | Troppau                | Thea Frenssen          | Margarete Janotta              | keine weiteren Teilnehmerinnen |
| 1915–1916              | keine Meisterschaften  | keine Meisterschaften  | keine Meisterschaften          | keine Meisterschaften          |
| 1917                   | Berlin                 | Thea Frenssen          | Margarete Klebe                | Margarethe Winter              |
| 1918                   | Oppeln                 | Thea Frenssen          | Elaine Winter                  | Margarete Klebe                |
| 1919                   | Berlin                 | Elaine Winter          | Margarete Klebe                | Elisabeth Böckel               |
| 1920                   | Berlin                 | Elaine Winter          | Ellen Brockhöft                | Elisabeth Böckel               |
| 1921                   | Berlin                 | Ellen Brockhöft        | Elisabeth Böckel               | Frieda Schneider               |
| 1922                   | Rießersee              | Elaine Winter          | Ellen Brockhöft                | Elisabeth Böckel               |
| 1923                   | Rießersee              | Ellen Brockhöft        | Elisabeth Böckel               | keine weiteren Teilnehmerinnen |
| 1924                   | Berlin                 | Ellen Brockhöft        | keine weiteren Teilnehmerinnen | keine weiteren Teilnehmerinnen |
| 1925                   | Titisee                | Ellen Brockhöft        | Elisabeth Böckel               | keine weiteren Teilnehmerinnen |
| 1926                   | Berlin                 | Ellen Brockhöft        | Gerda Veit                     | keine weiteren Teilnehmerinnen |
| 1927                   | Berlin                 | Ellen Brockhöft        | Elisabeth Böckel               | Gerda Veit                     |
| 1928                   | Füssen                 | Ellen Brockhöft        | Katrin Flebbe                  | Elaine Winter                  |
| 1929                   | Oppeln                 | Katrin Flebbe          | Gerda Veit                     | keine weiteren Teilnehmerinnen |
| 1930                   | Breslau                | Katrin Flebbe          | keine weiteren Teilnehmerinnen | keine weiteren Teilnehmerinnen |
| 1931                   | Schierke               | Katrin Flebbe          | keine weiteren Teilnehmerinnen | keine weiteren Teilnehmerinnen |
| 1932                   | Rießersee              | Ruth Michaelis         | Maxi Herber                    | Paula Schmidt                  |
| 1933                   | Oppeln                 | Maxi Herber            | Edith Michaelis                | Gerda Ibscher                  |
| 1934                   | Braunlage              | Maxi Herber            | Edith Michaelis                | Paula Schmidt                  |
| 1935                   | Garmisch               | Maxi Herber            | Irmi Hartung                   | Victoria Lindpaintner          |
| 1936                   | Garmisch               | Victoria Lindpaintner  | Maxi Herber                    | Irmi Hartung                   |
| 1937                   | Hamburg                | Lydia Veicht           | Martha Maria Mayerhans         | Irmi Hartung                   |
| 1938                   | Köln                   | Lydia Veicht           | Maxi Herber                    | Sophie Schmidt                 |
| 1939                   | Krefeld                | Lydia Veicht           | Hanne Niernberger              | Martha Musilek                 |
| 1940                   | München                | Lydia Veicht           | Hanne Niernberger              | Martha Musilek                 |
| 1941                   | Garmisch               | Lydia Veicht           | Martha Musilek                 | Inge Jell                      |
| 1942                   | Wien                   | Martha Musilek         | Inge Jell                      | Madeleine Müller               |
| 1943                   | Hamburg                | Martha Musilek         | Inge Jell                      | Madeleine Müller               |
| 1944                   | München                | Martha Musilek         | Eva Pawlik                     | Inge Jell                      |
| 1945–1946              | keine Meisterschaften  | keine Meisterschaften  | keine Meisterschaften          | keine Meisterschaften          |
| 1947                   | Garmisch               | Inge Jell              | Irene Braun                    | Gudrun Olbricht                |
| 1948                   | Krefeld                | Irene Braun            | Marlies Schrör                 | Inge Minor                     |
| 1949                   | Garmisch-Partenkirchen | Helga Dudzinski        | Irene Braun                    | keine weiteren Teilnehmerinnen |
| 1950                   | Köln                   | Helga Dudzinski        | Erika Kraft                    | Inge Minor                     |
| 1951                   | Hamburg                | Helga Dudzinski        | Erika Kraft                    | Gundi Busch                    |
| 1952                   | Düsseldorf             | Erika Kraft            | Gundi Busch                    | Helga Dudzinski                |
| 1953                   | Krefeld                | Gundi Busch            | Helga Dudzinski                | Rosi Pettinger                 |
| 1954                   | Berlin                 | Gundi Busch            | Rosi Pettinger                 | Lilo Kürzinger                 |
| 1955                   | Berlin                 | Rosi Pettinger         | Erika Rucker                   | keine weiteren Teilnehmerinnen |
| 1956                   | Köln                   | Rosi Pettinger         | Ina Bauer                      | keine weiteren Teilnehmerinnen |
| 1957                   | Berlin                 | Ina Bauer              | Gabriele Weidert               | Gitta Hägler                   |
| 1958                   | München                | Ina Bauer              | Dorle Kirchhofer               | Petra Damm                     |
| 1959                   | Berlin                 | Ina Bauer              | Bärbel Martin                  | Ursel Barkey                   |
| 1960                   | Essen                  | Bärbel Martin          | Ursel Barkey                   | Karin Gude                     |
| 1961                   | Oberstdorf             | Karin Gude             | Bärbel Martin                  | Ursel Barkey                   |
| 1962                   | Frankfurt am Main      | Inge Paul              | Doris Weinhausen               | Ursel Barkey                   |
| 1963                   | West-Berlin            | Karin Gude             | Inge Paul                      | Angelika Wagner                |
| 1964                   | Oberstdorf             | Inge Paul              | Uschi Keszler                  | Angelika Wagner                |
| 1965                   | Köln                   | Uschi Keszler          | Angelika Wagner                | Hannelore Wagner               |
| 1966                   | Füssen                 | Angelika Wagner        | Uschi Keszler                  | Monika Feldmann                |
| 1967                   | West-Berlin            | Monika Feldmann        | Petra Ruhrmann                 | Eileen Zillmer                 |
| 1968                   | Essen                  | Monika Feldmann        | Petra Ruhrmann                 | Eileen Zillmer                 |
| 1969                   | Köln                   | Eileen Zillmer         | Renate Zehnpfennig             | Bärbel Fimmen                  |
| 1970                   | Oberstdorf             | Eileen Zillmer         | Marion von Cetto               | Bärbel Fimmen                  |
| 1971                   | West-Berlin            | Eileen Zillmer         | Judith Beyer                   | Gundi Niesen                   |
| 1972                   | Bad Nauheim            | Gerti Schanderl        | Isabel de Navarre              | Angelika Kräger                |
| 1973                   | Krefeld                | Gerti Schanderl        | Isabel de Navarre              | Dagmar Lurz                    |
| 1974                   | Augsburg               | Gerti Schanderl        | Isabel de Navarre              | Petra Wagner                   |
| 1975                   | Garmisch-Partenkirchen | Isabel de Navarre      | Gerti Schanderl                | Dagmar Lurz                    |
| 1976                   | Bremerhaven            | Gerti Schanderl        | Isabel de Navarre              | Dagmar Lurz                    |
| 1977                   | Garmisch-Partenkirchen | Dagmar Lurz            | Gerti Schanderl                | Garnet Ostermeier              |
| 1978                   | Dortmund               | Dagmar Lurz            | Garnet Ostermeier              | Karin Riediger                 |
| 1979                   | Dortmund               | Dagmar Lurz            | Karin Riediger                 | Petra Ernert                   |
| 1980                   | Garmisch-Partenkirchen | Dagmar Lurz            | Karin Riediger                 | Christina Riegel               |
| 1981                   | Unna                   | Karin Riediger         | Manuela Ruben                  | Christina Riegel               |
| 1982                   | Mannheim               | Manuela Ruben          | Claudia Leistner               | Karin Riediger                 |
| 1983                   | Oberstdorf             | Manuela Ruben          | Claudia Leistner               | Cornelia Tesch                 |
| 1984                   | Unna                   | Manuela Ruben          | Cornelia Tesch                 | Heike Gobbers                  |
| 1985                   | Bremerhaven            | Claudia Leistner       | Patricia Neske                 | Cornelia Tesch                 |
| 1986                   | Mannheim               | Claudia Leistner       | Cornelia Tesch                 | Susanne Becher                 |
| 1987                   | West-Berlin            | Claudia Leistner       | Susanne Becher                 | Cornelia Renner                |
| 1988                   | Unna                   | Claudia Leistner       | Marina Kielmann                | Carola Wolff                   |
| 1989                   | Berlin                 | Claudia Leistner       | Patricia Neske                 | Marina Kielmann                |
| 1990                   | Oberstdorf             | Patricia Neske         | Marina Kielmann                | Carola Wolff                   |
| 1991                   | Berlin                 | Marina Kielmann        | Patricia Neske                 | Evelyn Großmann                |
| 1992                   | Unna                   | Marina Kielmann        | Patricia Neske                 | Simone Lang                    |
| 1993                   | Mannheim               | Marina Kielmann        | Simone Lang                    | Tanja Szewczenko               |
| 1994                   | Herne                  | Tanja Szewczenko       | Katarina Witt                  | Marina Kielmann                |
| 1995                   | Oberstdorf             | Tanja Szewczenko       | Marina Kielmann                | Simone Lang                    |
| 1996                   | Berlin                 | Astrid Hochstetter     | Tanja Szewczenko               | Andrea Diewald                 |
| 1997                   | Oberstdorf             | Eva-Maria Fitze        | Andrea Diewald                 | Veronika Dytrt                 |
| 1998                   | Berlin                 | Tanja Szewczenko       | Eva-Maria Fitze                | Caroline Gülke                 |
| 1999                   | Oberstdorf             | Eva-Maria Fitze        | Tanja Szewczenko               | Caroline Gülke                 |
| 2000                   | Berlin                 | Susanne Stadlmüller    | Zoya Douchine                  | Tanja Szewczenko               |
| 2001                   | Oberstdorf             | Susanne Stadlmüller    | Caroline Gülke                 | Andrea Diewald                 |
| 2002                   | Berlin                 | Katharina Häcker       | Andrea Diewald                 | Eva-Maria Fitze                |
| 2003                   | Oberstdorf             | Annette Dytrt          | Katharina Häcker               | Kristina Beutelrock            |
| 2004                   | Berlin                 | Annette Dytrt          | Denise Zimmermann              | Constanze Paulinus             |
| 2005                   | Oberstdorf             | Annette Dytrt          | Sarah Villanueva               | Christiane Berger              |
| 2006                   | Berlin                 | Annette Dytrt          | Christiane Berger              | Marietheres Huonker            |
| 2007                   | Oberstdorf             | Kristin Wieczorek      | Christiane Berger              | Constanze Paulinus             |
| 2008                   | Dresden                | Sarah Hecken           | Isabel Drescher                | Annette Dytrt                  |
| 2009                   | Oberstdorf             | Annette Dytrt          | Constanze Paulinus             | Caroline Gülke                 |
| 2010                   | Mannheim               | Sarah Hecken           | Shira Willner                  | Julia Pfrengle                 |
| 2011                   | Oberstdorf             | Sarah Hecken           | Katharina Häcker               | Christina Erdel                |
| 2012                   | Oberstdorf             | Nicole Schott          | Isabel Drescher                | Katharina Zientek              |
| 2013                   | Hamburg                | Sarah Hecken           | Nathalie Weinzierl             | Sandy Hoffmann                 |
| 2014                   | Berlin                 | Nathalie Weinzierl     | Sarah Hecken                   | Nicole Schott                  |
| 2015                   | Stuttgart              | Nicole Schott          | Nathalie Weinzierl             | Lutricia Bock                  |
| 2016                   | Essen                  | Lutricia Bock          | Nathalie Weinzierl             | Nicole Schott                  |
| 2017                   | Berlin                 | Nathalie Weinzierl     | Lea Johanna Dastich            | Annika Hocke                   |
| 2018                   | Frankfurt am Main      | Nicole Schott          | Nathalie Weinzierl             | Lea Johanna Dastich            |
| 2019                   | Stuttgart              | Nicole Schott          | Nathalie Weinzierl             | Ann-Christin Marold            |
| 2020                   | Oberstdorf             | Nicole Schott          | Aya Hatakawa                   | Kristina Isaev                 |
| 2021                   | Dortmund               | Aya Hatakawa           | Nathalie Weinzierl             | Dora Hus                       |
| 2022                   | Neuss                  | Nicole Schott          | Kristina Isaev                 | Elisabeth Jäger                |
| 2023                   | Oberstdorf             | Nicole Schott          | Kristina Isaev                 | Elisabeth Jäger                |
| 2024                   | Berlin                 | Kristina Isaev         | Sarah Pesch                    | Hanna Keiß                     |
| 2025                   | Oberstdorf             | Kristina Isaev         | Sarah Pesch                    | Anna Grekul                    |

### Paare
| Medaillengewinner der Paare | Medaillengewinner der Paare | Medaillengewinner der Paare            | Medaillengewinner der Paare            | Medaillengewinner der Paare            |
| --------------------------- | --------------------------- | -------------------------------------- | -------------------------------------- | -------------------------------------- |
| Jahr                        | Ort                         | Gold                                   | Silber                                 | Bronze                                 |
| 1907                        | Altona                      | Anna Hübler / Heinrich Burger          | Frieda Bellinger / Hans Weber          | keine weiteren Teilnehmer              |
| 1908                        | keine Meisterschaften       | keine Meisterschaften                  | keine Meisterschaften                  | keine Meisterschaften                  |
| 1909                        | München                     | Anna Hübler / Heinrich Burger          | Ludowika Eilers / Walter Jakobsson     | Sonder / Robert Sonder                 |
| 1910                        | keine Meisterschaften       | keine Meisterschaften                  | keine Meisterschaften                  | keine Meisterschaften                  |
| 1911                        | Berlin                      | Alice Rolle / Bruno Grauel             | Weber / Hans Weber                     | Else Lischka / Oscar Hoppe             |
| 1912                        | Berlin                      | Hedwig Winzer / Hugo Winzer            | Weber / Hans Weber                     | Else Lischka / Oscar Hoppe             |
| 1913                        | Berlin                      | Rosa Schnell / Georg Velisch           | Thea Frenssen / Julius Vogel           | Dultz / Fritz Hecht                    |
| 1914                        | Troppau                     | Else Lischka / Oscar Hoppe             | Thea Frenssen / Julius Vogel           | keine weiteren Teilnehmer              |
| 1915–1919                   | keine Meisterschaften       | keine Meisterschaften                  | keine Meisterschaften                  | keine Meisterschaften                  |
| 1920                        | Berlin                      | Margarete Klebe / Paul Metzner         | Hedwig Winzer / Hugo Winzer            | keine weiteren Teilnehmer              |
| 1921                        | keine Meisterschaften       | keine Meisterschaften                  | keine Meisterschaften                  | keine Meisterschaften                  |
| 1922                        | Rießersee                   | Grete Weise / Georg Velisch            | Margarete Metzner / Paul Metzner       | Hoffmann / Bruno Grauel                |
| 1923                        | Rießersee                   | Grete Weise / Georg Velisch            | Hoffmann / Rudolf Eilers               | keine weiteren Teilnehmer              |
| 1924                        | Berlin                      | Else Flebbe / Rudolf Eilers            | keine weiteren Teilnehmer              | keine weiteren Teilnehmer              |
| 1925                        | Titisee                     | Milly Förster / Hellmuth Jüngling      | Marie Schwendtbauer / Gustav Aichinger | Hedwig Winzer / Hugo Winzer            |
| 1926                        | Berlin                      | Ilse Kishauer / Herbert Haertel        | Milly Förster / Hellmuth Jüngling      | keine weiteren Teilnehmer              |
| 1927                        | Berlin                      | Ilse Kishauer / Ernst Gaste            | Marie Schwendtbauer / Gustav Aichinger | Hedwig Winzer / Hugo Winzer            |
| 1928                        | Füssen                      | Ilse Kishauer / Ernst Gaste            | Marie Schwendtbauer / Gustav Aichinger | Hascher / Hans Widmann                 |
| 1929                        | Oppeln                      | Ilse Kishauer / Ernst Gaste            | Milly Förster / Hellmuth Jüngling      | keine weiteren Teilnehmer              |
| 1930                        | Breslau                     | Ilse Kishauer / Ernst Gaste            | Milly Förster / Hellmuth Jüngling      | keine weiteren Teilnehmer              |
| 1931                        | Schierke                    | Ilse Gaste / Ernst Gaste               | Elisabeth Böckel / Wilhelm Hayek       | keine weiteren Teilnehmer              |
| 1932                        | Schierke                    | Wally Hempel / Otto Weiß               | Sieglinde Krümling / Alfred Krümling   | Marie Schwendtbauer / Gustav Aichinger |
| 1933                        | Oppeln                      | Wally Hempel / Otto Weiß               | Edith Walter / Gerhard Rahn            | Meta Gätzschmann / Hans Gätzschmann    |
| 1934                        | Braunlage                   | Maxi Herber / Ernst Baier              | Wally Hempel / Otto Weiß               | Marianne Hoffschildt / Rudolf Marx     |
| 1935                        | Garmisch                    | Maxi Herber / Ernst Baier              | Wally Hempel / Otto Weiß               | Lisa Ruf / Simon Stock                 |
| 1936                        | Garmisch                    | Maxi Herber / Ernst Baier              | Eva Prawitz / Otto Weiß                | Lisa Ruf / Simon Stock                 |
| 1937                        | Hamburg                     | Eva Prawitz / Otto Weiß                | Inge Koch / Günther Noack              | Liselotte Roth / Bruno Walter          |
| 1938                        | Köln                        | Maxi Herber / Ernst Baier              | Inge Koch / Günther Noack              | Gisela Grätz / Otto Weiß               |
| 1939                        | Berlin                      | Maxi Herber / Ernst Baier              | Ilse Pausin / Erik Pausin              | Helga Schrittwieser / Pepo Jauernick   |
| 1940                        | Wien                        | Maxi Herber / Ernst Baier              | Ilse Pausin / Erik Pausin              | Inge Koch / Günther Noack              |
| 1941                        | München                     | Maxi Baier / Ernst Baier               | Ilse Pausin / Erik Pausin              | Gerda Strauch / Günther Noack          |
| 1942                        | Köln                        | Gerda Strauch / Günther Noack          | Ria Baran / Paul Falk                  | Herta Ratzenhofer / Emil Ratzenhofer   |
| 1943                        | Düsseldorf                  | Gerda Strauch / Günther Noack          | Herta Ratzenhofer / Emil Ratzenhofer   | Ria Baran / Paul Falk                  |
| 1944                        | Wien                        | Herta Ratzenhofer / Emil Ratzenhofer   | Marta Musilek / Horst Faber            | Heidi Nähle / Kurt Müller              |
| 1945–1946                   | keine Meisterschaften       | keine Meisterschaften                  | keine Meisterschaften                  | keine Meisterschaften                  |
| 1947                        | Garmisch                    | Ria Baran / Paul Falk                  | Hedwig Trauth / Wilhelm Trauth         | keine weiteren Teilnehmer              |
| 1948                        | Krefeld                     | Ria Baran / Paul Falk                  | Irma Fischlein / Lothar Müller         | Marlies Schrör / Hans Schwarz          |
| 1949                        | Garmisch-Partenkirchen      | Ria Baran / Paul Falk                  | Marlies Schrör / Hans Schwarz          | Margit Lauer / Karl Waldeck            |
| 1950                        | Köln                        | Ria Baran / Paul Falk                  | Marlies Schrör / Hans Schwarz          | keine weiteren Teilnehmer              |
| 1951                        | Hamburg                     | Ria Baran / Paul Falk                  | Marlies Schrör / Hans Schwarz          | Inge Minor / Hermann Braun             |
| 1952                        | Düsseldorf                  | Ria Baran / Paul Falk                  | Inge Minor / Hermann Braun             | keine weiteren Teilnehmer              |
| 1953                        | Krefeld                     | Helga Krüger / Peter Voss              | Eva Neeb / Karl Probst                 | Margit Lauer / Balz-Willy Göntges      |
| 1954                        | Berlin                      | Inge Minor / Hermann Braun             | Marika Kilius / Franz Ningel           | Lili Zettl / Klaus Loichinger          |
| 1955                        | Berlin                      | Marika Kilius / Franz Ningel           | Lili Zettl / Klaus Loichinger          | Eva Neeb / Karl Probst                 |
| 1956                        | Köln                        | Marika Kilius / Franz Ningel           | Eva Neeb / Karl Probst                 | Rita Paucka / Peter Kwiet              |
| 1957                        | Berlin                      | Marika Kilius / Franz Ningel           | Rita Paucka / Peter Kwiet              | Helga Heimbrecht / Robert Ertl         |
| 1958                        | München                     | Marika Kilius / Hans-Jürgen Bäumler    | Rita Blumenberg / Werner Mensching     | Monika Wolf / Jürgen Weber             |
| 1959                        | Berlin                      | Marika Kilius / Hans-Jürgen Bäumler    | Margret Göbl / Franz Ningel            | Rita Blumenberg / Werner Mensching     |
| 1960                        | Essen                       | Margret Göbl / Franz Ningel            | Marika Kilius / Hans-Jürgen Bäumler    | Rita Blumenberg / Werner Mensching     |
| 1961                        | Oberstdorf                  | Margret Göbl / Franz Ningel            | Marika Kilius / Hans-Jürgen Bäumler    | Rita Blumenberg / Werner Mensching     |
| 1962                        | Frankfurt am Main           | Margret Göbl / Franz Ningel            | Marika Kilius / Hans-Jürgen Bäumler    | Rita Blumenberg / Werner Mensching     |
| 1963                        | West-Berlin                 | Marika Kilius / Hans-Jürgen Bäumler    | Sonja Pfersdorf / Günther Matzdorf     | Sigrid Riechmann / Wolfgang Danne      |
| 1964                        | Oberstdorf                  | Marika Kilius / Hans-Jürgen Bäumler    | Sonja Pfersdorf / Günther Matzdorf     | Sigrid Riechmann / Wolfgang Danne      |
| 1965                        | Köln                        | Sonja Pfersdorf / Günther Matzdorf     | Margot Glockshuber / Wolfgang Danne    | Ingrid Bodendorff / Volker Waldeck     |
| 1966                        | Füssen                      | Sonja Pfersdorf / Günther Matzdorf     | Gudrun Hauss / Walter Häfner           | Margot Glockshuber / Wolfgang Danne    |
| 1967                        | West-Berlin                 | Margot Glockshuber / Wolfgang Danne    | Marianne Streifler / Herbert Wiesinger | Brunhilde Baßler / Eberhard Rausch     |
| 1968                        | Essen                       | Margot Glockshuber / Wolfgang Danne    | Gudrun Hauss / Walter Häfner           | Marianne Streifler / Herbert Wiesinger |
| 1969                        | Köln                        | Gudrun Hauss / Walter Häfner           | Marianne Streifler / Herbert Wiesinger | Brunhilde Baßler / Eberhard Rausch     |
| 1970                        | Oberstdorf                  | Brunhilde Baßler / Eberhard Rausch     | Almut Lehmann / Herbert Wiesinger      | Frigge Drzymalla / Michael Weingart    |
| 1971                        | West-Berlin                 | Almut Lehmann / Herbert Wiesinger      | Brunhilde Baßler / Eberhard Rausch     | Annette Neidlinger / Michael Humbs     |
| 1972                        | Bad Nauheim                 | Almut Lehmann / Herbert Wiesinger      | Corinna Halke / Eberhard Rausch        | Gabriele Cieplik / Reinhard Ketterer   |
| 1973                        | Krefeld                     | Almut Lehmann / Herbert Wiesinger      | Petra Dillmann / Ulrich Hartmann       | keine weiteren Teilnehmer              |
| 1974                        | Augsburg                    | Corinna Halke / Eberhard Rausch        | Petra Schneider / Bogdan Pulcer        | keine weiteren Teilnehmer              |
| 1975                        | Garmisch-Partenkirchen      | Corinna Halke / Eberhard Rausch        | Petra Schneider / Bogdan Pulcer        | Gabriele Beck / Jochen Stahl           |
| 1976                        | Bremerhaven                 | Corinna Halke / Eberhard Rausch        | Gabriele Beck / Jochen Stahl           | Sylvia Jäckle / Axel Teschemacher      |
| 1977                        | Garmisch-Partenkirchen      | Susanne Scheibe / Andreas Nischwitz    | Gabriele Beck / Jochen Stahl           | Rafaela Dondoni / Mario Dondoni        |
| 1978                        | Dortmund                    | Susanne Scheibe / Andreas Nischwitz    | Gabriele Beck / Jochen Stahl           | Gabi Winkler / Michal Kutina           |
| 1979                        | Herne                       | Christina Riegel / Andreas Nischwitz   | Gabriele Beck / Jochen Stahl           | Sylke Morell / Sven Morell             |
| 1980                        | Garmisch-Partenkirchen      | Christina Riegel / Andreas Nischwitz   | Gabriele Beck / Jochen Stahl           | Petra Hammerlind / Matthias Möver      |
| 1981                        | Unna                        | Christina Riegel / Andreas Nischwitz   | Marina Kielmann / Oliver Dörendahl     | keine weiteren Teilnehmer              |
| 1982                        | Mannheim                    | Bettina Hage / Stefan Zins             | Isabella Caprano / Daniele Caprano     | Birgit Kuß / Uwe Fischbeck             |
| 1983                        | Oberstdorf                  | Claudia Massari / Leonardo Azzola      | Birgit Kuß / Uwe Fischbeck             | Isabella Caprano / Daniele Caprano     |
| 1984                        | Unna                        | Claudia Massari / Leonardo Azzola      | Susanne Becher / Stefan Pfrengle       | Birgit Kuß / Uwe Fischbeck             |
| 1985                        | Bremerhaven                 | Claudia Massari / Daniele Caprano      | Kerstin Kiminus / Stefan Pfrengle      | keine weiteren Teilnehmer              |
| 1986                        | Mannheim                    | Kerstin Kiminus / Stefan Pfrengle      | Marianne Ocvirek / Holger Malez        | keine weiteren Teilnehmer              |
| 1987                        | Bremerhaven                 | Sonja Adalbert / Daniele Caprano       | Kerstin Kiminus / Stefan Pfrengle      | Nicole Neujahr / Marc Drüner           |
| 1988                        | Unna                        | Brigitte Groh / Holger Maletz          | Anuschka Gläser / Stefan Pfrengle      | Sonja Adalbert / Daniele Caprano       |
| 1989                        | West-Berlin                 | Anuschka Gläser / Stefan Pfrengle      | Sonja Adalbert / Daniele Caprano       | Heike Hack / Markus Korndörfer         |
| 1990                        | Oberstdorf                  | Anuschka Gläser / Stefan Pfrengle      | Henriette Wörner / Andreas Sigurdsson  | Tatjana Demovic / Holger Maletz        |
| 1991                        | Berlin                      | Mandy Wötzel / Axel Rauschenbach       | Peggy Schwarz / Alexander König        | Anuschka Gläser / Stefan Pfrengle      |
| 1992                        | Unna                        | Peggy Schwarz / Alexander König        | Mandy Wötzel / Axel Rauschenbach       | Anuschka Gläser / Stefan Pfrengle      |
| 1993                        | Mannheim                    | Mandy Wötzel / Ingo Steuer             | Jekaterina Silnitzkaja / Marno Kreft   | Nadine Pflaum / Kristijan Simeunovic   |
| 1994                        | Herne                       | Anuschka Gläser / Axel Rauschenbach    | Peggy Schwarz / Alexander König        | Mandy Hannebauer / Marno Kreft         |
| 1995                        | Oberstdorf                  | Mandy Wötzel / Ingo Steuer             | Jekaterina Silnitzkaja / Mirko Müller  | Silvia Dimitrov / Rico Rex             |
| 1996                        | Berlin                      | Mandy Wötzel / Ingo Steuer             | Silvia Dimitrov / Rico Rex             | Emilie Gras / Mirko Müller             |
| 1997                        | Oberstdorf                  | Mandy Wötzel / Ingo Steuer             | Peggy Schwarz / Mirko Müller           | Ulrike Rumi / Thomas Dörmer            |
| 1998                        | Berlin                      | Peggy Schwarz / Mirko Müller           | keine weiteren Teilnehmer              | keine weiteren Teilnehmer              |
| 1999                        | Oberstdorf                  | Peggy Schwarz / Mirko Müller           | Stefanie Weiss / Matthias Bleyer       | Mariana Kautz / Norman Jeschke         |
| 2000                        | Berlin                      | Peggy Schwarz / Mirko Müller           | Mariana Kautz / Norman Jeschke         | Katharina Rybkowski / Rico Rex         |
| 2001                        | Oberstdorf                  | Claudia Rauschenbach / Robin Szolkowy  | Brigitte Maier / Rastislav Grejtak     | keine weiteren Teilnehmer              |
| 2002                        | Berlin                      | Sarah Jentgens / Mirko Müller          | Mariana Kautz / Norman Jeschke         | Nicole Nönnig / Matthias Bleyer        |
| 2003                        | Oberstdorf                  | Eva-Maria Fitze / Rico Rex             | Nicole Nönnig / Matthias Bleyer        | Anika Bahn / Paul Pradel               |
| 2004                        | Berlin                      | Aljona Savchenko / Robin Szolkowy      | Eva-Maria Fitze / Rico Rex             | Mikkeline Kierkgaard / Norman Jeschke  |
| 2005                        | Oberstdorf                  | Aljona Savchenko / Robin Szolkowy      | Rebecca Handke / Daniel Wende          | Eva-Maria Fitze / Rico Rex             |
| 2006                        | Berlin                      | Aljona Savchenko / Robin Szolkowy      | Rebecca Handke / Daniel Wende          | Eva-Maria Fitze / Rico Rex             |
| 2007                        | Oberstdorf                  | Aljona Savchenko / Robin Szolkowy      | Mari Vartmann / Florian Just           | keine weiteren Teilnehmer              |
| 2008                        | Dresden                     | Aljona Savchenko / Robin Szolkowy      | Mari Vartmann / Florian Just           | Jekaterina Wassiljewa / Daniel Wende   |
| 2009                        | Oberstdorf                  | Aljona Savchenko / Robin Szolkowy      | Maylin Hausch / Daniel Wende           | Mari Vartmann / Florian Just           |
| 2010                        | Mannheim                    | Maylin Hausch / Daniel Wende           | Nicole Gurny / Martin Liebers          | keine weiteren Teilnehmer              |
| 2011                        | Oberstdorf                  | Aljona Savchenko / Robin Szolkowy      | Mari Vartmann / Aaron Van Cleave       | Katharina Gierok / Florian Just        |
| 2012                        | Oberstdorf                  | Maylin Hausch / Daniel Wende           | Mari Vartmann / Aaron Van Cleave       | keine weiteren Teilnehmer              |
| 2013                        | Hamburg                     | Annabelle Prölß / Ruben Blommaert      | Mari Vartmann / Aaron Van Cleave       | keine weiteren Teilnehmer              |
| 2014                        | Berlin                      | Aljona Savchenko / Robin Szolkowy      | Maylin Wende / Daniel Wende            | Mari Vartmann / Aaron Van Cleave       |
| 2015                        | Stuttgart                   | Mari Vartmann / Aaron Van Cleave       | Minerva-Fabienne Hase / Nolan Seegert  | keine weiteren Teilnehmer              |
| 2016                        | Essen                       | Aljona Savchenko / Bruno Massot        | Mari Vartmann / Ruben Blommaert        | Minerva-Fabienne Hase / Nolan Seegert  |
| 2017                        | Berlin                      | Mari Vartmann / Ruben Blommaert        | keine weiteren Teilnehmer              | keine weiteren Teilnehmer              |
| 2018                        | Frankfurt am Main           | Aljona Savchenko / Bruno Massot        | Minerva-Fabienne Hase / Nolan Seegert  | Annika Hocke / Ruben Blommaert         |
| 2019                        | Stuttgart                   | Minerva-Fabienne Hase / Nolan Seegert  | Annika Hocke / Ruben Blommaert         | keine weiteren Teilnehmer              |
| 2020                        | Oberstdorf                  | Minerva-Fabienne Hase / Nolan Seegert  | Annika Hocke / Robert Kunkel           | keine weiteren Teilnehmer              |
| 2021                        | Dortmund                    | keine Teilnehmer                       | keine Teilnehmer                       | keine Teilnehmer                       |
| 2022                        | Neuss                       | Minerva-Fabienne Hase / Nolan Seegert  | Alisa Efimova / Ruben Blommaert        | keine weiteren Teilnehmer              |
| 2023                        | Oberstdorf                  | Annika Hocke / Robert Kunkel           | Letizia Roscher / Luis Schuster        | keine weiteren Teilnehmer              |
| 2024                        | Berlin                      | Minerva-Fabienne Hase / Nikita Wolodin | Janne Salatzki / Lukas Röseler         | keine weiteren Teilnehmer              |
| 2025                        | Oberstdorf                  | Minerva-Fabienne Hase / Nikita Wolodin | Letizia Roscher / Luis Schuster        | keine weiteren Teilnehmer              |

### Eistanzen
| Medaillengewinner im Eistanzen | Medaillengewinner im Eistanzen | Medaillengewinner im Eistanzen                 | Medaillengewinner im Eistanzen                 | Medaillengewinner im Eistanzen               |
| ------------------------------ | ------------------------------ | ---------------------------------------------- | ---------------------------------------------- | -------------------------------------------- |
| Jahr                           | Ort                            | Gold                                           | Silber                                         | Bronze                                       |
| 1937                           | Hamburg                        | Eva Prawitz / Theo Laß                         | Sophie Schmidt / Josef Rambold                 | Irmgard Posern / Hans Mahlfeldt              |
| 1938                           | Köln                           | Eva Prawitz / Theo Laß                         | Sophie Schmidt / Josef Rambold                 | keine weiteren Teilnehmer                    |
| 1939                           | Essen                          | Edith Winkelmann / Walter Löhner               | Trude Wagner / Fritz Staniek                   | Jutta Stöhr / Fritz Hackl                    |
| 1940                           | Berlin                         | Edith Winkelmann / Walter Löhner               | Jutta Stöhr / Fritz Hackl                      | Trude Wagner / Fritz Staniek                 |
| 1941                           | Köln                           | Edith Winkelmann / Walter Löhner               | Trude Wagner / Fritz Staniek                   | Jutta Stöhr / Fritz Hackl                    |
| 1942                           | Garmisch-Partenkirchen         | Edith Winkelmann / Walter Löhner               | Jutta Stöhr / Fritz Hackl                      | Trude Wagner / Fritz Staniek                 |
| 1943                           | keine Meisterschaften          | keine Meisterschaften                          | keine Meisterschaften                          | keine Meisterschaften                        |
| 1944                           | Berlin                         | Jutta Stöhr / Fritz Hackl                      | Gerda Lusch / Hans Bitter                      | Hermi Rittmann / Fritz Staniek               |
| 1945–1946                      | keine Meisterschaften          | keine Meisterschaften                          | keine Meisterschaften                          | keine Meisterschaften                        |
| 1950                           | Garmisch-Partenkirchen         | Eva Pravitz / Horst Faber                      | Hedwig Trauth / Wilhelm Trauth                 | Jutta Piotrowski / Hagemann                  |
| 1951                           | Garmisch-Partenkirchen         | Hella Lamprecht / Kurt Müller                  | Jutta Piotrowski / Hagemann                    | Hedwig Trauth / Wilhelm Trauth               |
| 1952                           | Garmisch-Partenkirchen         | Marlies Schroer / Kurt Müller                  | Hedwig Trauth / Wilhelm Trauth                 | Erika Schiechtl / Hermann Schiechtl          |
| 1953                           | Nürnberg                       | Hedwig Trauth / Wilhelm Trauth                 | Maria Goeth / Willi Wernz                      | Holzapfel / Helmut Löfke                     |
| 1954                           | Köln                           | Maria Jühe / Eberhard Vitger                   | Sigrid Knake / Gunther Koch                    | Maria Goeth / Willi Wernz                    |
| 1955                           | Mannheim                       | Hedwig Trauth / Wilhelm Trauth                 | Maria Goeth / Willi Wernz                      | Rita Pauka / Peter Kwiet                     |
| 1956                           | Garmisch-Partenkirchen         | Sigrid Knake / Gunther Koch                    | Gerda Wohlgemuth / Hannes Burkhardt            | Rita Pauka / Peter Kwiet                     |
| 1957                           | Berlin                         | Sigrid Knake / Gunther Koch                    | Rita Pauka / Peter Kwiet                       | Elly Thal / Peter Huber                      |
| 1958                           | München                        | Rita Pauka / Peter Kwiet                       | Petra Steigerwald / Hannes Burkhardt           | keine weiteren Teilnehmer                    |
| 1959                           | Berlin                         | Rita Pauka / Peter Kwiet                       | Elly Thal / Hannes Burkhardt                   | Margot Nissen / Gerhard Maier                |
| 1960                           | Essen                          | Rita Pauka / Peter Kwiet                       | Elly Thal / Hannes Burkhardt                   | Margot Nissen / Gerhard Maier                |
| 1961                           | Oberstdorf                     | Rita Pauka / Peter Kwiet                       | Martha Schamberger / Hans-Jürgen Schamberger   | Margot Nissen / Klaus Ebel                   |
| 1962                           | Frankfurt am Main              | Helga Burkhardt / Hannes Burkhardt             | Rita Pauka / Peter Kwiet                       | Gabriele Rauch / Rudi Matysik                |
| 1963                           | Berlin                         | Helga Burkhardt / Hannes Burkhardt             | Rita Kwiet / Peter Kwiet                       | Martha Schamberger / Hans-Jürgen Schamberger |
| 1964                           | Oberstdorf                     | Gabriele Rauch / Rudi Matysik                  | Jutta Peters / Wolfgang Kunz                   | Martha Schamberger / Hans-Jürgen Schamberger |
| 1965                           | Köln                           | Gabriele Rauch / Rudi Matysik                  | Jutta Peters / Wolfgang Kunz                   | Martha Schamberger / Hans-Jürgen Schamberger |
| 1966                           | Füssen                         | Gabriele Matysik / Rudi Matysik                | Angelika Buck / Erich Buck                     | Karin Witt / Heiner Kern                     |
| 1967                           | Berlin                         | Gabriele Rauch / Rudi Matysik                  | Angelika Buck / Erich Buck                     | Martha Schamberger / Hans-Jürgen Schamberger |
| 1968                           | Essen                          | Angelika Buck / Erich Buck                     | Edeltraud Rotty / Joachim Iglowstein           | Heidi Grote / Reinhard Strate                |
| 1969                           | Köln                           | Angelika Buck / Erich Buck                     | Edeltraud Rotty / Joachim Iglowstein           | Waltraud Hollweck / Fred Schulz              |
| 1970                           | Oberstdorf                     | Angelika Buck / Erich Buck                     | Astrid Kopp / Axel Kopp                        | Sylvia Fuchs / Michael Fuchs                 |
| 1971                           | Berlin                         | Angelika Buck / Erich Buck                     | Astrid Kopp / Axel Kopp                        | Angelika Wiesner / Hans-Jürgen Wiesner       |
| 1972                           | Bad Nauheim                    | Angelika Buck / Erich Buck                     | Sylvia Fuchs / Michael Fuchs                   | Astrid Kopp / Axel Kopp                      |
| 1973                           | Krefeld                        | Angelika Buck / Erich Buck                     | Sylvia Fuchs / Michael Fuchs                   | Astrid Kopp / Axel Kopp                      |
| 1974                           | Augsburg                       | Sylvia Fuchs / Michael Fuchs                   | Nicole Rinsant / Dirk Beyer                    | Gabriele Schäfer / Robert Dietz              |
| 1975                           | Garmisch-Partenkirchen         | Christina Henke / Udo Dönsdorf                 | Gabriele Schäfer / Robert Dietz                | Nicole Rinsant / Michael Fuchs               |
| 1976                           | Bremerhaven                    | Christina Henke / Udo Dönsdorf                 | Gabriele Schäfer / Robert Dietz                | Sonja Ulmann / Uwe Dörnenburg                |
| 1977                           | Garmisch-Partenkirchen         | Gabriele Schäfer / Robert Dietz                | Sonja Ulmann / Uwe Dörnenburg                  | Monika Kuchler / Michael Kuchler             |
| 1978                           | Dortmund                       | Henriette Fröschl / Christian Steiner          | Karin Albrecht / Dirk Beyer                    | Monika Kuchler / Michael Kuchler             |
| 1979                           | Herne                          | Henriette Fröschl / Christian Steiner          | Elke Kwiet / Dieter Kwiet                      | Birgit Goller / Peter Klisch                 |
| 1980                           | Garmisch-Partenkirchen         | Henriette Fröschl / Christian Steiner          | Birgit Goller / Peter Klisch                   | Elke Kwiet / Dieter Kwiet                    |
| 1981                           | Unna                           | Birgit Goller / Peter Klisch                   | Petra Born / Rainer Schönborn                  | Elke Kwiet / Dieter Kwiet                    |
| 1982                           | Mannheim                       | Birgit Goller / Peter Klisch                   | Petra Born / Rainer Schönborn                  | Elke Kwiet / Markus Heyenbrock               |
| 1983                           | Oberstdorf                     | Petra Born / Rainer Schönborn                  | Antonia Becherer / Ferdinand Becherer          | Ruth Werner / Peter Werner                   |
| 1984                           | Unna                           | Petra Born / Rainer Schönborn                  | Antonia Becherer / Ferdinand Becherer          | Susanne Kutzer / Niklas Heyenbrock           |
| 1985                           | Bremerhaven                    | Petra Born / Rainer Schönborn                  | Antonia Becherer / Ferdinand Becherer          | Sabine Kern / Stefan Kern                    |
| 1986                           | Mannheim                       | Antonia Becherer / Ferdinand Becherer          | Andrea Weppelmann / Hendryk Schamberger        | Antonia Gavazzeni / Sven Authorsen           |
| 1987                           | Berlin                         | Antonia Becherer / Ferdinand Becherer          | Andrea Weppelmann / Hendryk Schamberger        | Antonia Gavazzeni / Sven Authorsen           |
| 1988                           | Unna                           | Antonia Becherer / Ferdinand Becherer          | Andrea Weppelmann / Hendryk Schamberger        | Vera Zietemann / Andreas Ullmann             |
| 1989                           |                                | Andrea Weppelmann / Hendryk Schamberger        | Petra Zietemann / Frank Ladd-Oshiro            | Antonia Gavazzeni / Wolfgang Wetzler         |
| 1990                           |                                | Saskia Stähler / Sven Authorsen                | Petra Zietemann / Frank Ladd-Oshiro            | Andrea Weppelmann / Hendryk Schamberger      |
| 1991                           | Berlin                         | Saskia Stähler / Sven Authorsen                | Jennifer Goolsbee / Hendryk Schamberger        | Alexandra Golovine / Wolfgang Wetzler        |
| 1992                           | Unna                           | Jennifer Goolsbee / Hendryk Schamberger        | Kati Winkler / René Lohse                      | Eva Possart / Stefan Possart                 |
| 1993                           | Mannheim                       | Jennifer Goolsbee / Hendryk Schamberger        | Kati Winkler / René Lohse                      | Yvonne Schulz / Sven Authorsen               |
| 1994                           | Herne                          | Jennifer Goolsbee / Hendryk Schamberger        | Yvonne Schulz / Sven Authorsen                 | Kati Winkler / René Lohse                    |
| 1995                           | Oberstdorf                     | Jennifer Goolsbee / Hendryk Schamberger        | Kati Winkler / René Lohse                      | Yvonne Schulz / Sven Authorsen               |
| 1996                           | Berlin                         | Kati Winkler / René Lohse                      | Tarja Kuhlfluck / Ralf Seidel                  | Melissa Mohler / Michael Osthoff             |
| 1997                           | Oberstdorf                     | Jennifer Goolsbee / Samwel Gesaljan            | Melissa Mohler / Michael Osthoff               | Stephanie Rauer / Thomas Rauer               |
| 1998                           | Berlin                         | Kati Winkler / René Lohse                      | Stephanie Rauer / Thomas Rauer                 | Sandra Arndt / Matthias Lieder               |
| 1999                           | Oberstdorf                     | Kati Winkler / René Lohse                      | Stephanie Rauer / Thomas Rauer                 | Alexandra Shows / Michael Osthoff            |
| 2000                           | Berlin                         | Kati Winkler / René Lohse                      | Stephanie Rauer / Thomas Rauer                 | Barbara Hantusch / Denis Samokhine           |
| 2001                           | Oberstdorf                     | Stephanie Rauer / Thomas Rauer                 | Roxane Petetin / Mathieu Jost (Frankreich)     | Jill Vernekohl / Dmitri Kurakin              |
| 2002                           | Berlin                         | Stephanie Rauer / Thomas Rauer                 | Jill Vernekohl / Dmitri Kurakin                | keine weiteren Teilnehmer                    |
| 2003                           | Oberstdorf                     | Kati Winkler / René Lohse                      | Miriam Steinel / Vladimir Tsvetkov             | Stephanie Rauer / Thomas Rauer               |
| 2004                           | Berlin                         | Kati Winkler / René Lohse                      | Christina Beier / William Beier                | keine weiteren Teilnehmer                    |
| 2005                           | Oberstdorf                     | Christina Beier / William Beier                | Judith Haunstetter / Arne Hönlein              | Barbara Piton / Alexandre Piton (Frankreich) |
| 2006                           | Berlin                         | Christina Beier / William Beier                | Judith Haunstetter / Arne Hönlein              | Nelli Schiganschina / Alexander Gazsi        |
| 2007                           | Oberstdorf                     | Nelli Schiganschina / Alexander Gazsi          | keine weiteren Teilnehmer                      | keine weiteren Teilnehmer                    |
| 2008                           | Dresden                        | Christina Beier / William Beier                | Nelli Schiganschina / Alexander Gazsi          | Carolina Hermann / Daniel Hermann            |
| 2009                           | Oberstdorf                     | Carolina Hermann / Daniel Hermann              | Nelli Schiganschina / Alexander Gazsi          | Tanja Kolbe / Sascha Rabe                    |
| 2010                           | Mannheim                       | Christina Beier / William Beier                | Carolina Hermann / Daniel Hermann              | Nelli Schiganschina / Alexander Gazsi        |
| 2011                           | Oberstdorf                     | Nelli Schiganschina / Alexander Gazsi          | Stefanie Frohberg / Tim Giesen                 | Tanja Kolbe / Stefano Caruso                 |
| 2012                           | Oberstdorf                     | Nelli Schiganschina / Alexander Gazsi          | Tanja Kolbe / Stefano Caruso                   | Carolina Hermann / Daniel Hermann            |
| 2013                           | Hamburg                        | Nelli Schiganschina / Alexander Gazsi          | Tanja Kolbe / Stefano Caruso                   | Kavita Lorenz / Ievgen Kholoniuk             |
| 2014                           | Berlin                         | Nelli Schiganschina / Alexander Gazsi          | Tanja Kolbe / Stefano Caruso                   | keine weiteren Teilnehmer                    |
| 2015                           | Stuttgart                      | Nelli Schiganschina / Alexander Gazsi          | Jennifer Urban / Sevan Lerche                  | Nathalie Rehfeld / Bennet Preiss             |
| 2016                           | Essen                          | Kavita Lorenz / Joti Polizoakis                | Katharina Müller / Tim Dieck                   | Aurelija Ipolito / Bennet Preiss             |
| 2017                           | Berlin                         | Kavita Lorenz / Joti Polizoakis                | Katharina Müller / Tim Dieck                   | Shari Koch / Christian Nüchtern              |
| 2018                           | Frankfurt am Main              | Kavita Lorenz / Joti Polizoakis                | Katharina Müller / Tim Dieck                   | Shari Koch / Christian Nüchtern              |
| 2019                           | Stuttgart                      | Shari Koch / Christian Nüchtern                | Katharina Müller / Tim Dieck                   | Jennifer Urban / Benjamin Steffan            |
| 2020                           | Oberstdorf                     | Katharina Müller / Tim Dieck                   | Jennifer Janse van Rensburg / Benjamin Steffan | Shari Koch / Christian Nüchtern              |
| 2021                           | Dortmund                       | Katharina Müller / Tim Dieck                   | keine weiteren Teilnehmer                      | keine weiteren Teilnehmer                    |
| 2022                           | Neuss                          | Jennifer Janse van Rensburg / Benjamin Steffan | Katharina Müller / Tim Dieck                   | Lara Luft / Maximilian Pfisterer             |
| 2023                           | Oberstdorf                     | Jennifer Janse van Rensburg / Benjamin Steffan | Charise Matthaei / Max Liebers                 | keine weiteren Teilnehmer                    |
| 2024                           | Berlin                         | Jennifer Janse van Rensburg / Benjamin Steffan | Charise Matthaei / Max Liebers                 | Karla Maria Karl / Kai Hoferichter           |
| 2025                           | Oberstdorf                     | Jennifer Janse van Rensburg / Benjamin Steffan | Charise Matthaei / Max Liebers                 | Karla Maria Karl / Kai Hoferichter           |

### Synchroneiskunstlaufen
| Medaillengewinner im Synchroneiskunstlaufen | Medaillengewinner im Synchroneiskunstlaufen | Medaillengewinner im Synchroneiskunstlaufen | Medaillengewinner im Synchroneiskunstlaufen | Medaillengewinner im Synchroneiskunstlaufen |
| ------------------------------------------- | ------------------------------------------- | ------------------------------------------- | ------------------------------------------- | ------------------------------------------- |
| 1994                                        | Herne                                       | Team Walsumer REG                           | Team Solinger TB                            | Team Mannheimer ERC                         |
| 1995                                        | Oberstdorf                                  | Team Mannheimer ERC                         | Team Berlin 1                               | Team EV Chemnitz                            |
| 1996                                        | Berlin                                      | Team Berlin 1                               | Shooting Stars                              |                                             |
| 1997                                        | Oberstdorf                                  | Team Berlin 1                               | Shooting Stars                              | Skating Mystery                             |
| 1998                                        | Berlin                                      | Team Berlin 1                               | Shooting Stars                              | Duisburger Ice Drops                        |
| 1999                                        | Oberstdorf                                  | Team Berlin 1                               | Shooting Stars                              | United Angels                               |
| 2000                                        | Berlin                                      | Team Berlin 1                               | The Berlin IceCompany                       | United Angels                               |
| 2001                                        | Oberstdorf                                  | Team Berlin 1                               | United Angels                               | Shooting Stars                              |
| 2002                                        | Berlin                                      | Team Berlin 1                               | Shooting Stars                              | Skating Mystery                             |
| 2003                                        | Oberstdorf                                  | Team Berlin 1                               | Skating Mystery                             | Shooting Stars                              |
| 2004                                        | Berlin                                      | Team Berlin 1                               | Skating Mystery                             | Shooting Stars                              |
| 2005                                        | Oberstdorf                                  | Team Berlin 1                               | Skating Mystery                             | United Angels                               |
| 2006                                        | Berlin                                      | Team Berlin 1                               | United Angels                               | Skating Mystery                             |
| 2007                                        | Dresden                                     | Team Berlin 1                               | United Angels                               | Skating Mystery                             |
| 2008                                        | Dresden                                     | Team Berlin 1                               | Magic Diamonds                              | United Angels                               |
| 2009                                        | Oberstdorf                                  | Team Berlin 1                               | United Angels                               | keine weiteren Teilnehmer                   |
| 2010                                        | Berlin°                                     | Team Berlin 1                               | United Angels                               | Magic Diamonds                              |
| 2011                                        | Berlin°                                     | Team Berlin 1                               | United Angels                               | Skating Graces                              |
| 2012                                        | Dresden                                     | Team Berlin 1                               | United Angels                               | Skating Graces                              |
| 2013                                        | Berlin°                                     | Team Berlin 1                               | Skating Graces                              | United Angels                               |
| 2014                                        | Berlin                                      | Team Berlin 1                               | Skating Graces                              | keine weiteren Teilnehmer                   |
| 2015                                        | Berlin°                                     | Team Berlin 1                               | Skating Graces                              | United Angels                               |
| 2016                                        | Berlin                                      | Team Berlin 1                               | Skating Graces                              | Munich Synergy                              |
| 2017                                        | Berlin                                      | Team Berlin 1                               | Skating Graces                              | keine weiteren Teilnehmer                   |
| 2018                                        | Frankfurt                                   | Team Berlin 1                               | Skating Graces                              | keine weiteren Teilnehmer                   |
| 2019                                        | Berlin                                      | Team Berlin 1                               | Skating Graces                              | United Angels                               |
| 2020                                        | Berlin                                      | Team Berlin 1                               | Skating Graces                              | United Angels                               |
| 2022                                        | Neuss                                       | Team Berlin 1                               | Skating Graces                              | United Angels                               |
| 2023                                        | Neuss                                       | Team Berlin 1                               | United Angels                               | Skating Graces                              |
| 2024                                        | Berlin                                      | Team Berlin 1                               | United Angels                               | Skating Graces                              |
| 2025                                        | Oberstdorf                                  | Team Berlin 1                               | Team United Angels                          | Team Skating Graces Senior                  |

° = im Rahmen des Cup of Berlin
Seit 2018 werden die Deutschen Meisterschaften im Synchroneiskunstlaufen separat ausgetragen.

## Erfolgreichste Teilnehmer

### Erfolgreichste Eiskunstläufer
|    | Name                  | Titel | Jahre                       |
| -- | --------------------- | ----- | --------------------------- |
| 1. | Werner Rittberger     | 11    | 1911–1913, 1920–1926, 1928  |
| 2. | Horst Faber           | 9     | 1939–1941, 1944, 1947–1951  |
| 3. | Manfred Schnelldorfer | 8     | 1956–1961, 1963–1964        |
| 4. | Stefan Lindemann      | 7     | 2000, 2002, 2004–2007, 2010 |
| 5. | Ernst Baier           | 6     | 1933–1938                   |
| .  | Peter Liebers         | 6     | 2009, 2011–2014, 2017       |
| 7. | Heiko Fischer         | 5     | 1982–1983, 1985–1986, 1988  |
| 8. | Andrejs Vlascenko     | 4     | 1995–1997, 1999             |
| .  | Paul Fentz            | 4     | 2018–2020, 2022             |

### Erfolgreichste Eiskunstläuferinnen
|    | Name             | Titel | Jahre                            |
| -- | ---------------- | ----- | -------------------------------- |
| 1. | Ellen Brockhöft  | 7     | 1921, 1923–1928                  |
| .  | Nicole Schott    | 7     | 2012, 2015, 2018–2020, 2022–2023 |
| 3. | Lydia Veicht     | 5     | 1937–1941                        |
| .  | Claudia Leistner | 5     | 1985–1989                        |
| .  | Annette Dytrt    | 5     | 2003–2006, 2009                  |
| 6. | Thea Frenssen    | 4     | 1913–1914, 1917–1918             |
| .  | Gerti Schanderl  | 4     | 1972–1974, 1976                  |
| .  | Dagmar Lurz      | 4     | 1977–1980                        |
| .  | Sarah Hecken     | 4     | 2008, 2010–2011, 2013            |

### Erfolgreichste Paare
|    | Name                                | Titel | Jahre                 |
| -- | ----------------------------------- | ----- | --------------------- |
| 1. | Aljona Savchenko / Robin Szolkowy   | 8     | 2004–2009, 2011, 2014 |
| 2. | Maxi Herber / Ernst Baier           | 7     | 1934–1936, 1938–1941  |
| 3. | Ilse Gaste / Ernst Gaste            | 5     | 1927–1931             |
| .  | Ria Baran / Paul Falk               | 5     | 1947–1952             |
| 5. | Marika Kilius / Hans-Jürgen Bäumler | 4     | 1958–1959, 1963–1964  |
| .  | Mandy Wötzel / Ingo Steuer          | 4     | 1993, 1995–1997       |

### Erfolgreichste Eistanzpaare
|    | Name                                           | Titel | Jahre                      |
| -- | ---------------------------------------------- | ----- | -------------------------- |
| 1. | Angelika Buck / Erich Buck                     | 6     | 1968–1973                  |
| .  | Kati Winkler / René Lohse                      | 6     | 1996, 1998–2000, 2003–2004 |
| .  | Nelli Schiganschina / Alexander Gazsi          | 6     | 2007, 2011–2015            |
| 4. | Rita Pauka / Peter Kwiet                       | 4     | 1958–1961                  |
| .  | Gabriele Matysik / Rudi Matysik                | 4     | 1964–1967                  |
| .  | Jennifer Goolsbee / Hendryk Schamberger        | 4     | 1992–1995                  |
| .  | Christina Beier / William Beier                | 4     | 2005–2006, 2008, 2010      |
| .  | Jennifer Janse van Rensburg / Benjamin Steffan | 4     | 2022–2025                  |